# Balasan
Balasan é um município de  segunda classe de renda municipal (d) na província Iloilo, nas Filipinas. De acordo com o censo de 1 de maio  de  2020 possui uma população de 35 064 pessoas e 9 351 domicílios.